# Убежицы
Убежицы — село в Богородском районе Нижегородской области. Входит в состав Алешковского сельсовета. Население 103 (2010) человек

## Общая физико-географическая характеристика
Географическое положение
По автомобильным дорогам расстояние до областного центра города Нижнего Новгорода составляет 56 км, до районного центра города Богородска — 12 км. Абсолютная высота 105 метров над уровнем моря.
Часовой пояс
Убежицы, как и вся Нижегородская область, находится в часовой зоне МСК (московское время). Смещение применяемого времени относительно UTC составляет +3:00.

## История
В «Списке населенных мест» Нижегородской губернии по данным за 1859 год значится как владельческая деревня при пруде в 22 верстах от Горбатова. Относилась ко второму стану Горбатовского уезда. В деревне насчитывалось 50 дворов и проживал 321 человек (158 мужчин и 163 женщины). Имелась православная церковь.

## Транспорт
В полутора километрах к северу от села располагается железнодорожный остановочный пункт Убежицы. Связь осуществляется электричками №6653 и 6654 (Металлист — Нижний Новгород). С районным центром транспортная связь осуществляется автобусным сообщением — маршрутным такси 9-т.

## Население
| 1999 | 2002 | 2010 |
| ---- | ---- | ---- |
| 114  | ↘109 | ↘103 |

Национальный состав
Согласно результатам переписи 2002 года, в национальной структуре населения русские составляли  96% из 109 человек.